# Октябрь

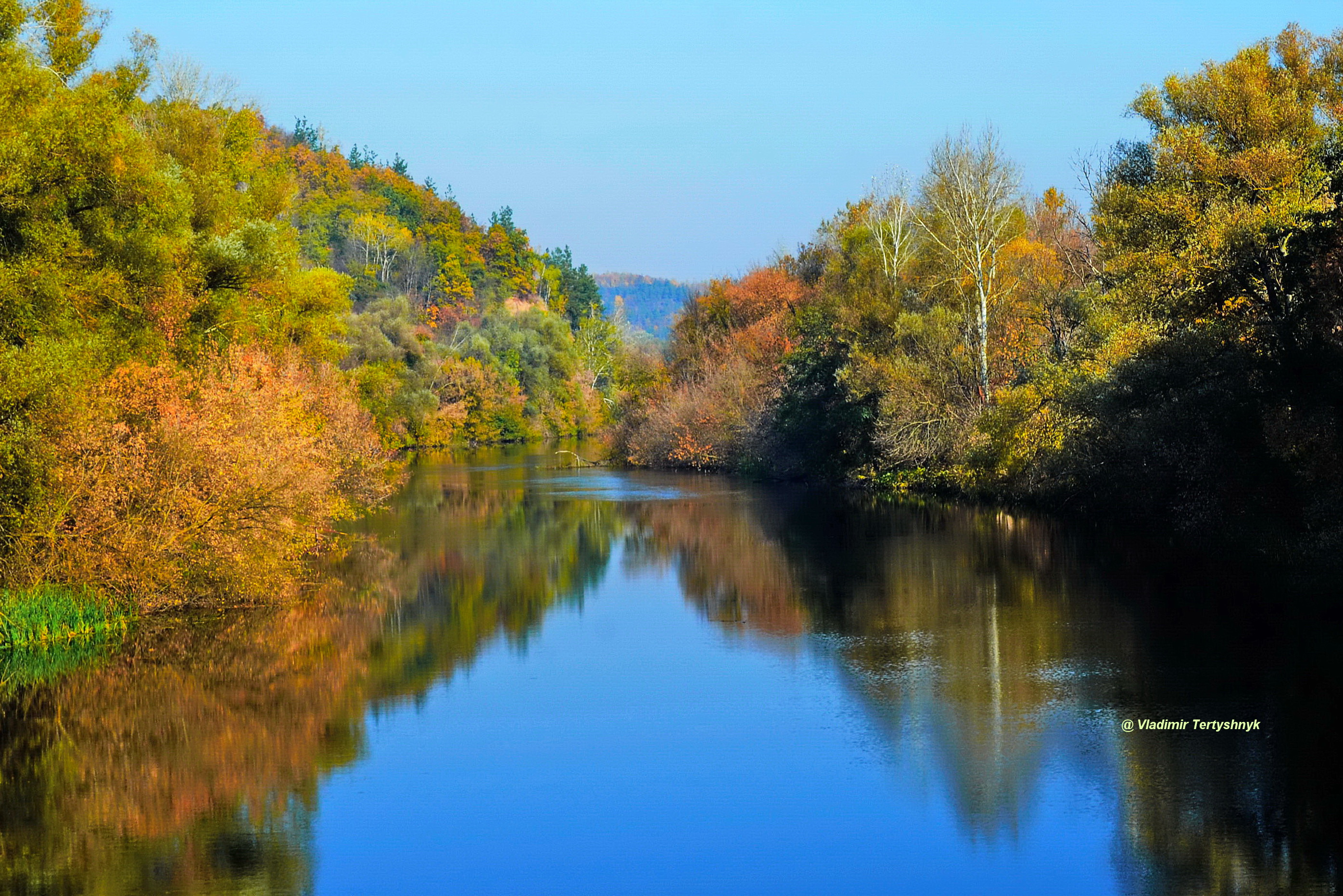
Октя́брь на р. Псёл

Октя́брь (от лат. octō — восемь) — десятый месяц Григорианского календаря. Восьмой месяц староримского года, начинавшегося до реформы Цезаря с марта. Один из семи месяцев длиной в 31 день. В Южном полушарии Земли является вторым месяцем весны, в Северном — вторым месяцем осени.
В странах и регионах, которые производят переход на зимнее время в этом месяце, октябрь является самым длинным месяцем года (745 часов).

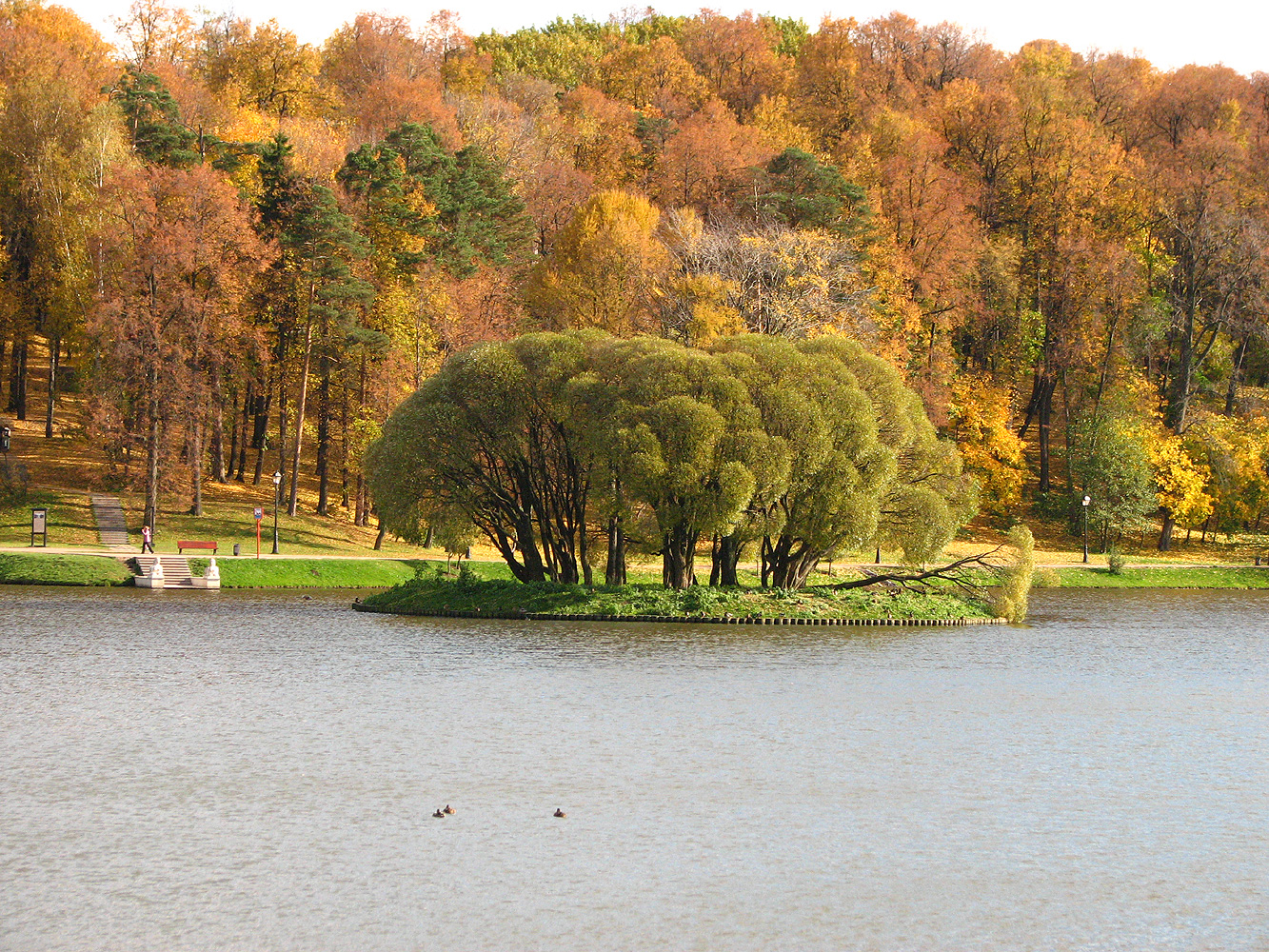
Царицынский пруд в октябре

В современную эпоху до 30 октября по григорианскому календарю солнце стоит в созвездии Девы, с 30 октября — в созвездии Весов (по другим данным — 31 октября).

## Статистика и описание
В средней полосе России октябрь — классический осенний месяц со средней температурой около +4 — +7 °C.
Типичная октябрьская погода в умеренной зоне европейской части России— пасмурная, с затяжными дождями, иногда переходящими в снег. В то же время в октябре ещё возможны возвраты тёплых и погожих дней с температурой до +15-20 °C (чаще всего в первой половине месяца, во второй такие температурные показатели уже крайне редки и являются аномальными). В последние дни октября возможно установление первого, ещё нестабильного, снежного покрова.

## Праздники

### Международные
- 1 октября — Международный день пожилых людей
- 1 октября — Международный день музыки
- 2 октября — Международный день ненасилия
- 5 октября — Всемирный день учителей
- вторая пятница октября — Всемирный день яйца
- 11 октября — Международный день девочек[5]
- 1-й понедельник — Всемирный день Хабитат, Всемирный день архитектуры
- 2-я среда — Международный день по уменьшению опасности бедствий, отмечается по решению Генеральной Ассамблеи ООН
- 16 октября — Всемирный день анестезиолога (World Anaesthesia Day)
- 24 октября — День Организации Объединённых Наций

### Советские
- 7 октября — День Конституции СССР (с 1977 по 1991 год).

### Национальные
- 4 октября — День космических войск России
- 4 октября — День войск гражданской обороны Российской Федерации.
- 5 октября — День государственного языка Республики Таджикистан
- 5 октября — День работника уголовного розыска
- 2-е воскресенье — День работников сельского хозяйства и перерабатывающей промышленности
- второе воскресенье октября — Национальный день вина в Молдавии
- 10 октября — Всемирный день психического здоровья
- 12 октября — День испанской нации
- 3-е воскресенье — День работников дорожного хозяйства
- последнее воскресенье — День автомобилиста
- 20 октября — День войск связи Вооружённых сил Российской Федерации
- 25 октября — День таможенника Российской Федерации
- 25 октября — День Республики (Казахстан)
- 28 октября — День бабушек и дедушек в России[6]
- 30 октября — День памяти жертв политических репрессий

### Прочие
- 7 октября — Праздник Девы Марии Розария
- 8 октября — Сергей Капустник
- 14 октября — Покров день
- 31 октября — Хэллоуин

## Русские поговорки и приметы
- Октябрьский гром — зима бесснежная[7].
- Если лист ложится на землю вверх изнанкой — к урожаю[7].
- С какого числа в октябре пойдёт година, с такого числа весна откроется в апреле[7].
- В октябре луна в кругу — лето сухое будет[7].
- К октябрю берёзы оголяются[7].
- Коли лист с дуба и берёзы упал чисто — лёгкий год, не чисто — к строгой, суровой зиме[7].